# Шаль, Виктор Эфемион Филарет
Виктор Эфемион Филарет Шаль (8 октября 1798, Менвилье — 18 июля 1873, Венеция) — французский писатель, критик, педагог, литературовед, историк литературы, профессор в Коллеж де Франс.
Интеллектуал. Образованный и разносторонний наблюдатель, Шаль был одним из лучших французских критиков и литературных эссеистов.

## Биография
Родился в Менвилье (Эр и Луар). Его отец был членом Национального конвента Франции, голосовавший за смертную казнь королю Людовику XVI. Отец воспитал своего сына в соответствии с идеями Руссо.
Изучал издательское дело, начиная с подмастерья. Отправленный в Англию, участвовал в изданиях классических авторов. Писал статьи для английских печатных обзоров; по возвращении во Францию многое сделал для популяризации изучения английских авторов. Он также был одним из первых, кто привлёк внимание во Франции к русской и скандинавской литературе.
Работал библиотекарем Библиотеки Мазарини с 1837 года до своей смерти. С 1841 года был профессором сравнительного литературоведения в Collège de France. Занимал также кафедру немецкого языка и литературы, а также кафедру иностранных языков и литературы современной Европы.
За свою жизнь он подготовил около пятидесяти томов литературной истории и критики, социальной истории, большая часть которых чрезвычайно ценна и поныне.
В 1827 году разделил вместе с Сен-Марком Жирарденом премию Французской академии за работы по исследованию развития французского языка и литературы с начала XVI века.
В 1838 году награждён кавалерским орденом Почётного легиона .
Его сын Эмиль Шаль, филолог, писатель.

## Творчество
Вошедшие в его «Études de littérature comparée» (1847—1864, 20 томов) статьи обхватывают разнообразнейшие моменты литературной жизни и распределены по эпохам и странам.

### Избранные труды
- «Tableau de la marche et des progrès de la langue et de la littérature françaises au XVI siècle» (1828);
- «L’antiquité» (1847);
- «Shakespeare, Marie Stuart et l’Arétin» (1852);
- «Le XVI siècle en France» (1848);
- «Études sur l’Espagne» (1847);
- «La Révolution d’Angleterre» (1847);
- «Le XVIII siècle en Angleterre» (1846);
- «Les hommes et moeurs au XIX siècle» (1850);
- «La littérature en Angleterre au XIX siècle» (1851);
- «L’Allemagne, ancienne et moderne» (1854);
- «Les Voyages d’un critique à travers la vie et le livre» (1866—1868, 2 серии);
- «Questions du temps et problèmes d’autrefois» (1867);
- «Études contemporaines» (1866);
- «Portraits contemporains» (1869);
- «La psychologie sociale des nouveaux peuples» (1875);
- «Charles I» (1844);
- «Virginie de Leyva» (1861);
- «Galileo Galilei» (1862).

После смерти Шаля изданы его «Mémoires» (1876—1877) — собрание критических заметок.